# 蔡善繼
蔡善繼（1570年—？），字伯達，號五嶽，浙江湖州府烏程縣（今属湖州市）人。民籍。明朝政治人物，官至福建左布政使。

## 生平
萬曆十九年（1591年），蔡善继舉辛卯科浙江鄉試，萬曆二十九年（1601年）中式辛丑科三甲二百二十九名进士。任福建莆田縣知縣，調广东香山縣，任内为加强对澳门的管理，颁布《條議制澳十則》。历升工部主事、南京兵部郎中。
万历四十二年（1614年），蔡善继任泉州府知府。任内为宋代先贤蔡襄刻印《蔡忠惠集》，并葺其祠堂，重修萬安橋。行旅感戴其功绩，将其肖像悬挂在忠惠祠中，號「二蔡祠」。有庫吏之子鄭芝龍，年方十歲，向衙門内投掷石子取乐，誤中善繼额头，善繼本欲鞭笞芝龍，但見其姿貌秀異，便告誡之後，将其釋放。
萬曆四十六年升任福建按察使司副使，分巡漳南。四十八年因丁忧去职，守丧结束后，補官福寧道。天啟四年（1624年），蔡善繼升任廣東布政使司參政，在羅定備兵。遷建文廟，修造石橋，开辟放生池，百废俱兴。五年升任湖廣按察使，六年轉右布政使，分巡襄陽。当时，权阉魏忠贤势力正盛，生祠滿天下，郧阳抚治梁應澤踵其事，襄王倡助次至，善繼辭以無資。應澤知其清操，求文為碑記，力拒之。應澤于是疏劾善继沮格。疏未上，阉党已敗。
崇禎元年（1628年），蔡善继轉任福建左布政使。此时，鄭芝龍已從倭寇，勢力龐大。官兵围剿不成，只得商議招安。廷臣以善繼曾对芝龍有恩，令其治漳泉道事。芝龍随即身着囚服，接受招撫。事定之后，功劳却归于巡撫。崇祯三年（1630年），蔡善继致仕歸里。卒贈太僕寺卿。清乾隆《烏程縣誌》有传。

## 著作
编有《前定录》二卷。

## 家族
曾祖蔡橋。祖父蔡用章。父蔡化龍，庠生。母郁氏，继母张氏。具慶下。子真卿、長卿、玄卿。